# Ґальонкі (Куявсько-Поморське воєводство)
Ґальонкі (пол. Galonki) — село в Польщі, у гміні Топулька Радзейовського повіту Куявсько-Поморського воєводства.
Населення — 171 особа (2011).
У 1975-1998 роках село належало до Влоцлавського воєводства.

## Демографія
Демографічна структура станом на 31 березня 2011 року:
|          | Загалом | Допрацездатний вік | Працездатний вік | Постпрацездатний вік |
| -------- | ------- | ------------------ | ---------------- | -------------------- |
| Чоловіки | 85      | 18                 | 54               | 13                   |
| Жінки    | 86      | 13                 | 51               | 22                   |
| Разом    | 171     | 31                 | 105              | 35                   |